# 木下大門
木下 大門（きのした だいもん、1946年 - ）は、日本のイラストレーターで、昭和時代終期から活躍する浮世絵師。

## 来歴
1946年、北海道弟子屈町生まれ。弟子屈高校を卒業後、18歳の時に上京して、20歳で独立「もんあみ」というペンネームでイラストレーターとして活躍していた。その後、1980年、中国北京にある栄宝斎という木版画工房を見学、浮世絵師として立つ決意を固めた。明治以来80年の間途絶えていたが、江戸時代の先人の浮世絵作品から錦絵の型を独学し、勝川春章、勝川春英ら勝川派の絵を踏襲、伝統的浮世絵作品を制作した。1985年1月の新・両国国技館落成時にはそのこけら落とし初日前日、当時の相撲博物館館長で元武蔵川理事長の市川さんの「錦絵は相撲に相応しいので復活したい」という一声で相撲浮世絵の復興を願って筆を持つこととなり、財団法人日本相撲協会の認可を得て大相撲錦絵の絵師として版元の京都版画院と提携、多くの作品を展開している。その作品は、1985年6月に行われたアメリカ公演では当時のシュルツ国務長官に、翌1986年5月場所では日本に観戦に来ていたチャールズ3世（当時皇太子）、ダイアナ妃に、また、同年10月のパリ公演では当時のシラク市長に渡されるなど多くの外国人要人に記念品として寄贈されている。『豪華揃い踏み!大相撲錦絵歴代横綱名鑑』において、第4代横綱谷風梶之助、第5代横綱小野川喜三郎から始まって第70代横綱の日馬富士公平までを錦絵で描いている。
近年は歌舞伎絵の分野にも挑戦している。

## 作品

### 相撲錦絵
- 「高見山大五郎」 大判錦絵
- 「小錦八十吉」 大判錦絵
- 「北の湖・千代の富士」 大判錦絵
- 「貴乃花光司」 大判錦絵
- 「両国五人大男」 大判錦絵
- 「当世大相撲錦絵 北勝海信芳」 大判錦絵
- 「当世大相撲錦絵 隆の里俊英」 大判錦絵

### 歌舞伎絵他
- 「助六-1」 大判錦絵
- 「弁慶-1」 大判錦絵
- 「藤娘-1」 大判錦絵
- 「連獅子」 大判錦絵
- 「助六-2」 大判錦絵
- 「弁慶-2」 大判錦絵
- 「藤娘-2」 大判錦絵 以上歌舞伎絵
- 「渋沢栄一翁」 中判錦絵 肖像画